# Bernabé Boza Sánchez
Bernabé Boza Sánchez (Camagüey; 11 de abril de 1858-La Habana;  16 de marzo de 1908) fue un militar cubano del siglo XIX. General de brigada del Ejército Mambí. 

## Primeros años
Hijo de padres acaudalados, pero con ideas independentistas, nació el 11 de abril de 1858, en Puerto Príncipe, provincia de Camagüey, Cuba. 
Al estallar la guerra independentista en Cuba, iniciada en La Demajagua el 10 de octubre de 1868, su madre lo envió al extranjero para apartarlo de los posibles peligros que pudieran acaecer a una familia conocida por los ideales independentistas del padre de familia. 
Sus tíos, Gregorio, Juan, Jerónimo y Manuel Boza Agramonte, fueron importantes jefes militares durante la Guerra de los Diez Años (1868-1878), en la cual murieron todos. 

## Guerras de independencia
Regresó a Cuba seis años después, en el año 1874, y partió de inmediato a incorporarse a las filas mambisas y ya para febrero del 1878, tenía el grado de sargento primero.
Se mantuvo los años posteriores atento a un nuevo levantamiento y en el 1895 se alzó nuevamente en armas junto con el Mayor general Máximo Gómez Báez, quien lo puso al frente de su escolta y más tarde lo hizo miembro de su Estado Mayor. 
Se destacó en varios combates a lo largo de la Guerra del 95, concluyendo está con el grado de brigadier. 

## Primeros años de la República
Luego de la primera intervención de los Estados Unidos en la Isla, fue alcalde en Santa María del Rosario, La Habana, para posteriormente formar parte de la Cámara de Representantes, tras la instauración de la República Neocolonial, prestando mucha atención a obras sociales. 
Continuó su lucha por la independencia y se unió a los combatientes independentistas en contra de los Estados Unidos tras la segunda intervención norteamericana en 1906. 
Cuando se constituyó la "Junta Patriótica de La Habana" por Salvador Cisneros Betancourt, se le unió, manteniendo siempre firmes los principios por los que luchó desde temprana edad. 
Criticó fuertemente el anexionismo, si bien colaboró con los estadounidenses, al haber aceptado cargos políticos durante la ocupación (1898-1902), así como durante los primeros años de una república fuertemente controlada desde la Casa Blanca. 
Durante la Guerra del 95, escribió un diario de campaña, publicado en 1924, con el título de "Mi diario de la guerra" (La Habana, Ricardo Veloso Ed., 1924, 2 vols.). 
A pesar de su tono general de inflamado nacionalismo, resulta muy útil por la minuciosidad con que Bernabé Boza relata los más de tres años de guerra.

## Fallecimiento
Falleció el 16 de marzo de 1908, en la ciudad de La Habana. Tenía al morir 49 años de edad. 